# D☆DATE
D☆DATE（ディーデイト）は、ワタナベエンターテインメントに所属する若手男性俳優集団D-BOYSのメンバーの中から選抜されたメンバーと、新たにオーディションを行いグランプリを取ったメンバーによって結成された音楽ユニット。

## 概要
ワタナベエンターテインメント設立10周年の記念企画として発足した「2010年D-BOYSプロジェクト」（以降、プロジェクトと略）の一環として結成された。

## メンバー
- 新木宏典（あらき ひろふみ、1983年6月14日 - ） - リーダー
- 瀬戸康史（せと こうじ、1988年5月18日 - ）
- 堀井新太（ほりい あらた、1992年6月26日 - ）

### 元メンバー
- 中村優一（なかむら ゆういち、1987年10月8日 - ）

CDデビュー寸前から芸能活動休業に入り、そのまま活動に参加することなく2011年11月8日付で脱退となった。
- 五十嵐隼士（いがらし しゅんじ、1986年8月7日 - ）

2013年11月末に芸能界引退で脱退。
- 柳下大（やなぎした とも、1988年6月3日 - ）

2012年6月から加入。2020年9月末日を以て芸能界引退するに伴い脱退。

## 略歴

### 2010年
- 3月 - プロジェクト発足。第一弾としてスペシャルユニットの結成が発表される。
  - 初期メンバーは荒木宏文、五十嵐隼士、瀬戸康史、中村優一の4名。
  - 結成の時点では正式名称は決定していなかった。
- プロジェクト第二弾として優勝者が新メンバーとして加入する「D-BOYSスペシャルユニットオーディション」の開催が発表される。
- 7月4日 - プロジェクト第三弾としてD-BOYSの冠番組『D-BOYS BE AMBITIOUS』の放送が開始、ユニットのメンバーがメインパーソナリティーを務める。
- 9月5日 - プロジェクト第四弾として一般公募を行っていたユニットの名称が「D☆DATE」に決定、『D-BOYS BE AMBITIOUS』放送内で発表される。
- 9月19日 - 「スペシャルユニットオーディション」最終選考会開催。約3万人の応募者の中から選ばれた6名のファイナリストが出場。優勝した堀井新太が即日メンバーとなる。
  - 同日、中村が体調不良のためD☆DATEを含む全芸能活動を一時休止、静養することが発表される[3]。
- 10月21日 - プロジェクト第五弾として歌手デビューが発表される。公式サイトがオープン。
- 12月1日 - デビューシングル「あと1cmのミライ」発売。静養中の中村は参加せず残る4名による作品となる。同月13日付オリコンチャート週間シングルランキングで第7位となる[4]。

### 2011年
- 4月2日 - デビューCDのカップリングであった「想い D☆DATE Version」が配信限定コンピレーション・アルバム『アイのうた〜東日本大震災チャリティ・アルバム』の収録曲となり、配信が始まる（同年9月30日まで）。
- 4月6日 - 2ndシングル「CHANGE my LIFE」発売。同日にZepp Tokyoにて発売イベントを行う。
- 4月8日 - ラジオ番組『D☆DATEのオールナイトニッポンR』放送。
- 5月21日 - 東日本大震災復興支援イベント「チャリティnonコレ」に出演。
- 7月27日 - 3rdシングル「DAY BY DAY」発売。発売日前後に東京と福岡でイベントを行う。
- 7月30日 - ファーストコンサートツアー『Summer DATE LIVE 〜手をつないで〜』が東京・赤坂BLITZからスタート。8月3日に大阪・なんばHatch、8月4日に名古屋・クラブダイアモンドホールで公演。
- 9月24日 - 初の個別握手会を行う。
- 11月8日 - 長期静養中であった中村が正式にD-BOYSおよびD☆DATEから離脱すると発表される。
- 12月21日 - ライブDVD『D☆DATE 1st Tour 2011 Summer DATE LIVE 〜手をつないで〜』発売。同日に東京・山野ホールにおいて発売イベントを行う。

### 2012年
- 1月9日 - MUSIC ON! TVにてレギュラー番組『密着D☆DATE』スタート。
- 1月11日 - 4thシングル「Love Heaven」発売。発売日前後に全国4ヶ所でイベントを行う。
- 1月13日 - 『D☆DATEのオールナイトニッポンR』第2弾放送。
- 2月16日 - 公式ブログ開設。
- 2月22日 - 5thシングル「JOKER」発売。
- 4月25日 - ファーストアルバム『1st DATE』発売。
- 6月10日 - コンサートツアー『D☆DATE TOUR 2012 〜DATE A LIVE〜』が福岡・福岡DRUM LOGOSからスタート。16日に東京・SHIBUYA-AX、21日に大阪・なんばHatch、22日に名古屋・ダイアモンドホールで公演。
- 6月29日 - 東京ドームシティホールで行われたツアー最終公演において、柳下大が新メンバーとして加入すると発表された。
- 10月7日 - エイベックスへのレーベル移籍を発表。

### 2013年
- 1月1日 - エイベックスからの初リリース作品となる2ndライブDVD『D☆DATE TOUR 2012 〜DATE A LIVE〜』（セブンネット限定盤）発売。
- 6月8日 - 『D☆DATEのオールナイトニッポンR』第3弾放送。
- 6月12日 - 6thシングル「GLORY DAYS」発売。
- 6月12日 - アメスタに出演（「GLORY DAYS」リリース記念特番）
- 8月5日 - 『a-nation island powered by ウイダーinゼリー』 Asia Progress 〜Blue Ocean〜 に出演。
- 10月13日 - コンサートツアー『D☆DATE LIVE TOUR 2013 〜GLORY FIVE〜』がZeep福岡からスタート。18日・Zeep名古屋、25日・Zeppなんば大阪、11月4日・Zepp Diver City東京。
- 11月17日 - 『D☆DATE TOUR 2013 FINAL』がTOKYO DOME CITY HALLで公演。
- 11月30日 - 五十嵐が芸能界引退に伴い脱退。

### 2014年
- 7月23日 - ライブDVD『D☆DATE TOUR 2013 〜GLORY FIVE〜FINAL』（セブンネット限定盤）発売。

### 2020年
- 9月30日 - 柳下大が芸能界引退に伴い脱退。

## 作品

### CD

#### シングル
| 枚 | タイトル        | リリース日    | レコードNo:                                                       | 形態 | 最高位 |
| -- | --------------- | ------------- | ----------------------------------------------------------------- | --- | ------ |
| 1  | あと1cmのミライ | 2010年12月1日 | UMCC-5903 UMCC-5904 UMCC-5931                                     | 初回限定盤A（CD+DVD） 初回限定盤B（CD） 通常盤（CD）                                                    | 7位    |
| 2  | CHANGE my LIFE  | 2011年4月6日  | UMCC-5906 UMCC-5907 UMCC-5935                                     | 初回限定盤A（CD+DVD） 初回限定盤B（CD+DVD） 通常盤（CD）                                                | 7位    |
| 3  | DAY BY DAY      | 2011年7月27日 | UMCC-5908 UMCC-5909 UMCC-5937                                     | 初回限定盤A（CD+DVD） 初回限定盤B（CD） 通常盤（CD）                                                    | 7位    |
| 4  | Love Heaven     | 2012年1月11日 | UMCC-5910 UMCC-5911 UMCC-5940                                     | 初回限定盤A（CD+DVD） 初回限定盤B（CD） 通常盤（CD）                                                    | 6位    |
| 5  | JOKER           | 2012年2月22日 | UMCC-5912 UMCC-5913 UMCC-5941                                     | 初回限定盤A（CD+DVD） 初回限定盤B（CD+DVD） 通常盤（CD）                                                | 7位    |
| 6  | GLORY DAYS      | 2013年6月12日 | AVCA-62430 AVCA-62431 AVCA-62432 AVCA-62433 AVCA-62434 AVCA-62435 | 初回限定盤A（CD+DVD） 初回限定盤B（CD） 初回限定盤C（CD） 通常盤A（CD+DVD） 通常盤B（CD） 通常盤C（CD） | 7位    |

#### アルバム
| 枚 | タイトル | リリース日    | 品番                | 形態                              | 最高 順位 |
| -- | -------- | ------------- | ------------------- | --------------------------------- | --------- |
| 1  | 1st DATE | 2012年4月25日 | UMCC-9031 UMCC-1054 | 初回限定盤（CD+DVD） 通常盤（CD） | 10位      |

### 映像作品
| 枚 | タイトル                                               | リリース日                  | 品番                  | 形態                      |
| -- | ------------------------------------------------------ | --------------------------- | --------------------- | ------------------------- |
| 1  | D☆DATE 1st Tour 2011 Summer DATE LIVE 〜手をつないで〜 | 2011年12月21日              | UMBC-9016 UMBC-1017   | 初回限定盤 通常盤         |
| 2  | D☆DATE TOUR 2012 〜DATE A LIVE〜                       | 2013年1月1日 2013年1月30日  | AVB1-62135 AVBA-62234 | セブンネット限定盤 通常盤 |
| 3  | D☆DATE TOUR 2013 〜GLORY FIVE〜FINAL                   | 2014年7月23日 2014年9月10日 | AVB1-92108 AVBD-92137 | セブンネット限定盤 通常盤 |

### 写真集
- D☆DATE TOUR 2012 〜DATE A LIVE〜（2012年9月、セブンネット）

## タイアップ
| 楽曲                       | タイアップ                                                  |
| -------------------------- | ----------------------------------------------------------- |
| CHANGE my LIFE             | 日本テレビ系『ハッピーMusic』4月度オープニングテーマ        |
| CHANGE my LIFE             | ネスレ日本「ネスカフェエクセラ」CMソング                    |
| DAY BY DAY                 | ネスレ日本「ネスカフェ エクセラ」CMソング                   |
| DAY BY DAY                 | 日本テレビ系『ハッピーMusic』7月度オープニングテーマ        |
| DAY BY DAY                 | 中京テレビ『サタメン!!!』エンディングテーマ                 |
| Love Heaven                | ルタオ 12月度CMソング                                       |
| Love Heaven                | レコチョク 1月度TV-CFソング                                 |
| Love Heaven                | TBS系『ひるおび!』1月度エンディングテーマ                   |
| Love Heaven                | 中京テレビ『サタメン!!!』エンディングテーマ                 |
| JOKER                      | テレビ朝日系『お願い!ランキング』2月度エンディングテーマ    |
| JOKER                      | 中京テレビ『サタメン!!!』エンディングテーマ                 |
| See you later･･･Good night | Eテレ『グレーテルのかまど』4月7日より エンディングテーマ    |
| Your Magic                 | 「札幌コレクション 2012」テーマソング                       |
| CATCH A TRAIN!             | テレビ東京『D×TOWN』オープニングテーマ                      |
| GLORY DAYS                 | NHK BSプレミアム『キングダム』第2シリーズオープニングテーマ |

## 主な出演

### テレビ番組
- D-BOYS BE AMBITIOUS（2010年7月 - 12月、テレビ東京 / 2010年8月 - 12月、BSジャパン）[5]
- 密着D☆DATE（2012年1月 - 3月、MUSIC ON! TV）
- D☆DATE「Who is JOKER?」（2012年2月、テレビ東京）

### ラジオ
- D-BOYS BE AMBITIOUS（2010年7月 - 12月、InterFM）[5]
- D☆DATEのオールナイトニッポンR（2011年4月8日・2012年1月13日・2013年6月8日、ニッポン放送）
- D-RADIO BOYS SUPER featuring D☆DATE（2012年10月 - 2017年9月、bayfm）

### CM
- ネスレ日本 ネスカフェ エクセラ「エクセラで、ナツラテ！ （D☆DATE）」篇 （2011年）[6]